# 後藤組 (建設業)
株式会社後藤組（ごとうぐみ）は、かつて存在した大分県大分市に本社を置く総合建設会社（ゼネコン）である。

## 概要
ピーク時の1991年には完工高が165億円に達したが、その後業績が伸び悩み、完工高が約80億円前後に減少。2007年の建築基準法改正以降、受注が減少して資金繰りが悪化し、2008年8月に大分地方裁判所に民事再生法の適用を申し立てた。2008年8月時点での完工高は大分県内で第5位であった。
民事再生法の適用申請後は営業を続けながら再建を目指し、2012年9月には民事再生手続が終結したが、その後は競合激化等のために売上高が減少し、財務が悪化して特定建設業許可の更新ができない状態となるとともに、2014年6月30日が期限の再生債権の決済の見通しが立たなかったため、2014年7月1日に自己破産を申請した。

## 沿革
- 1921年（大正10年）7月1日 - 創業
- 1947年（昭和22年）
  - 9月 - 宮崎営業所を開設
  - 12月 - 法人に改組し、株式会社後藤組設立（資本金200万円）
- 1948年（昭和23年）5月 - 熊本支店を開設
- 1949年（昭和24年）9月 - 福岡支店を開設
- 1951年（昭和26年）1月 - 豊前営業所を開設
- 1969年（昭和44年）12月 - 本社を新築
- 1970年（昭和45年）2月 - 資本金を1億5,000万円に増資
- 1971年（昭和46年）4月 - 東京事務所を開設
- 1991年（平成3年）7月 - 本社を大規模増改築
- 2007年（平成19年）
  - 6月 - 東京事務所閉鎖
  - 12月 - 宮埼営業所閉鎖
- 2008年（平成20年）
  - 8月6日 - 大分地方裁判所に民事再生法適用を申請
  - 8月9日 - 民事再生手続開始決定
  - 8月 - 福岡支店を閉鎖
- 2009年（平成21年）6月 - 資本金を1億円に減資
- 2011年（平成23年）4月 - 熊本支店を閉鎖
- 2012年（平成24年）9月 - 民事再生手続終結決定
- 2014年（平成26年）7月1日 - 自己破産を申請